# Leo Sternbach
Pour l’article homonyme, voir Sternbach.
Leo Sternbach, né le 7 mai 1908 en Autriche et mort le 28 septembre 2005 à Chapel Hill (Caroline du Nord), est un pharmacologue américain. Il est surtout connu pour la découverte des benzodiazépines, une nouvelle classe d'anxiolytiques, dont le représentant le plus célèbre est le diazépam.

## Biographie
Né à Opatija (en italien : Abbazia) (à l'époque en Autriche-Hongrie, actuellement en Croatie). Il fut diplômé d'un doctorat en chimie organique à l'université Jagellonne de Cracovie. 
Il a fui l'Europe en 1941 pour éviter les persécutions nazies. Aux États-Unis, travaillant toujours pour le groupe pharmaceutique suisse Roche (qui est devenu Hoffmann-La Roche par la suite), il dirige des travaux qui ont mené au développement de somnifères et des médicaments contre l'épilepsie. Ses travaux permettront de développer une nouvelle classe de sédatifs. Il en résultera la création du diazépam, un sédatif commercialisé entre autres sous le nom de Valium.
En 1978, Roche écoulait 2,3 milliards de pilules de Valium par an. En 2003, Sternbach affirmait que « Cela vous donnait un sentiment de bien-être. C'est seulement en découvrant les chiffres de vente que j'ai réalisé son importance. »